# Carbayón de Valentín
El carbayón de Valentín es un carbayón o roble de la especie Quercus robur, situado en el pueblo de Valentín en el concejo de Tineo en Asturias. Se encuentra al lado de la iglesia de San Pedro, el árbol era venerado por las comunidades antiguas, cosa que aprovechó la iglesia para edificar luego sus templos al lado de ellos. 

## Descripción
Sus dimensiones son impresionantes con una altura de 16 metros y una copa de 20, pero lo que llama la atención es el perímetro de su tronco que llega a los 10 metros, lo que indica su elevada edad. Se cree que es el más longevo de Asturias, ya que hay documentos escritos en los que viene reflejado anteriores al descubrimiento de América.

### Importancia
Fue declarado monumento natural el 27 de abril de 1995 por lo que está protegido e incluido en el plan de recursos naturales de Asturias y también está incluido en el catálogo Árboles, Leyendas Vivas de la Fundación Biodiversidad como uno de los 100 más singulares de España.
En 2008 el árbol recibió la distinción de «Árbol Gigante 2008» por parte de la ONG Bosques sin fronteras

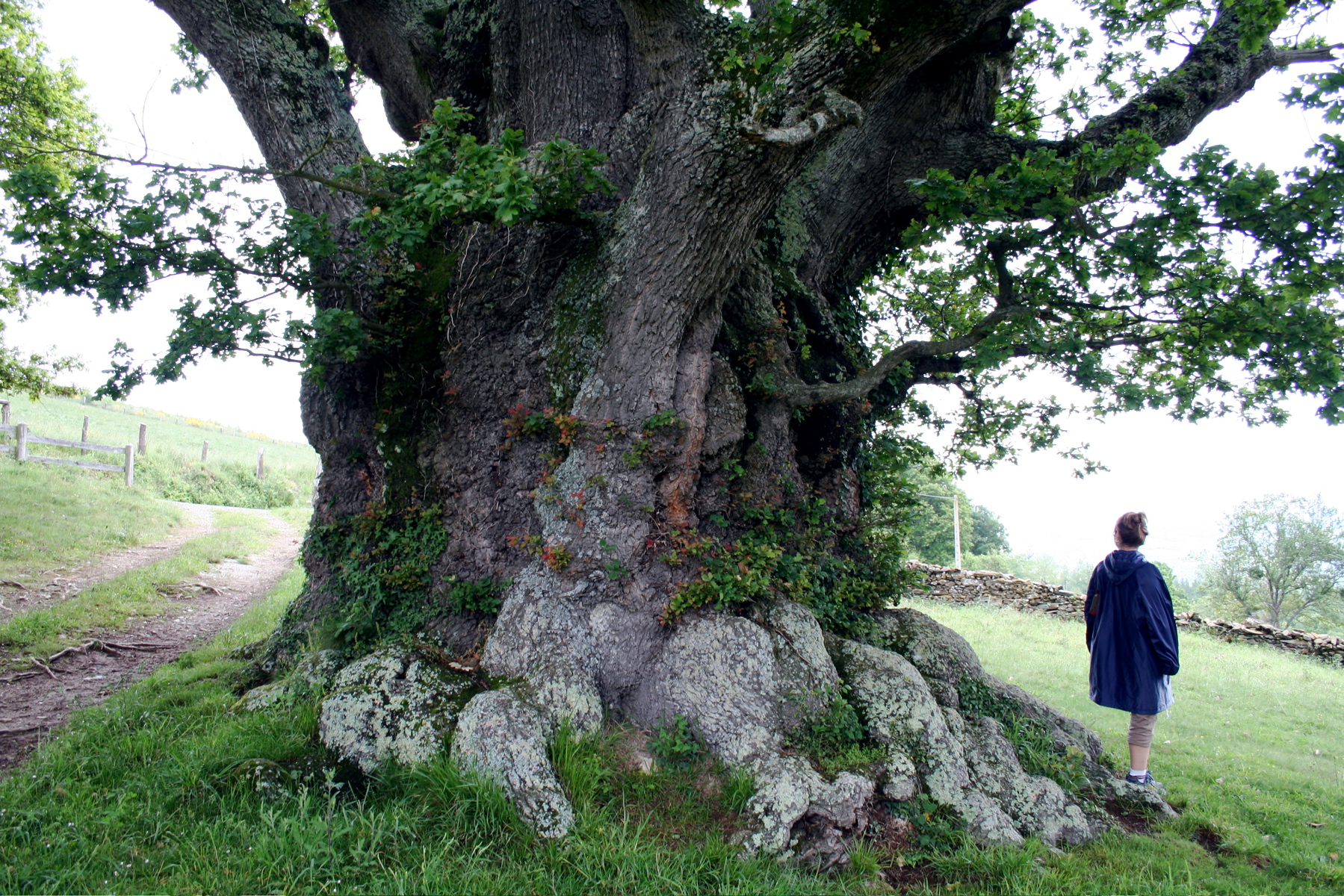
Detalle del tronco del carbayón de Valentín
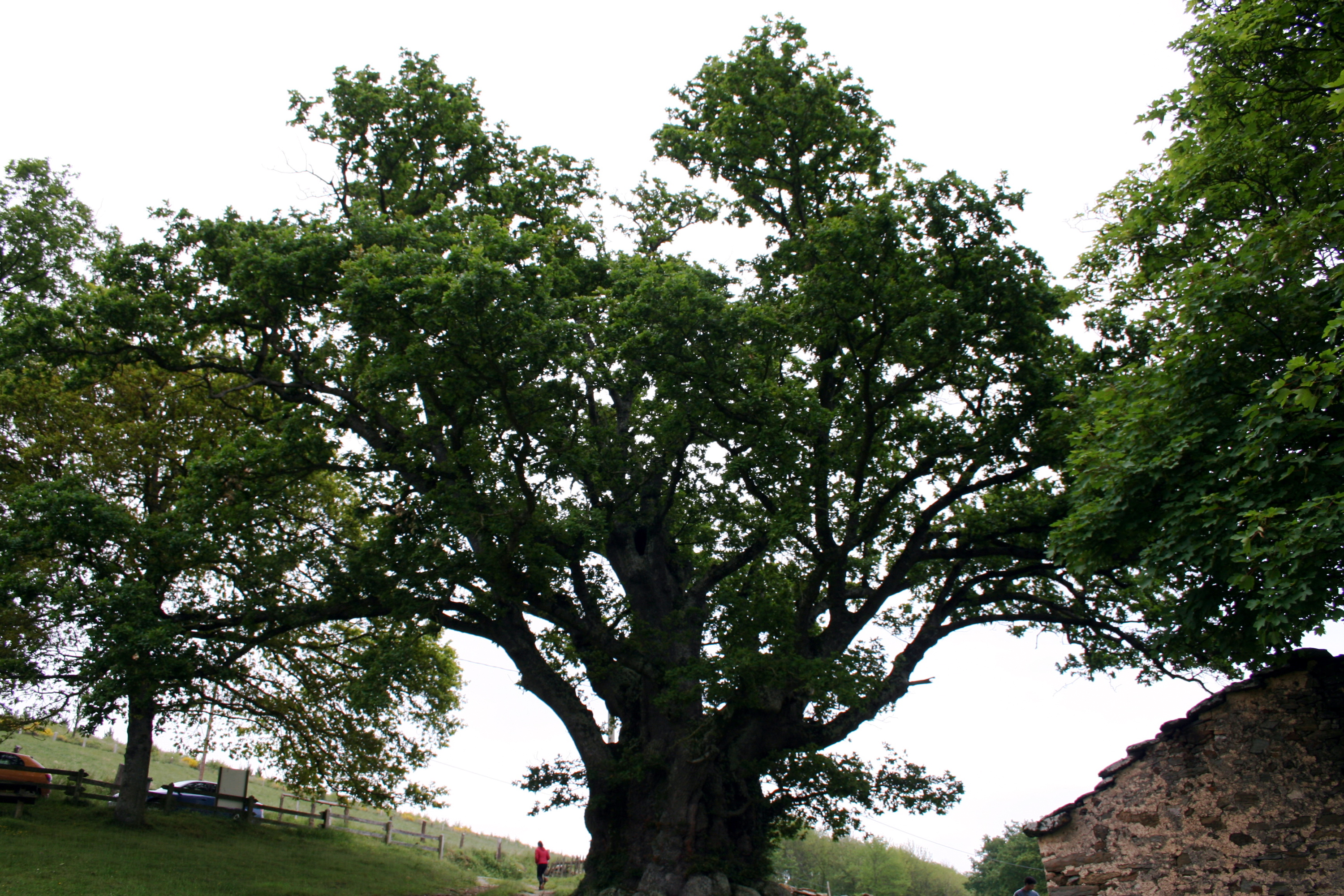
Imagen del carbayón de Valentín
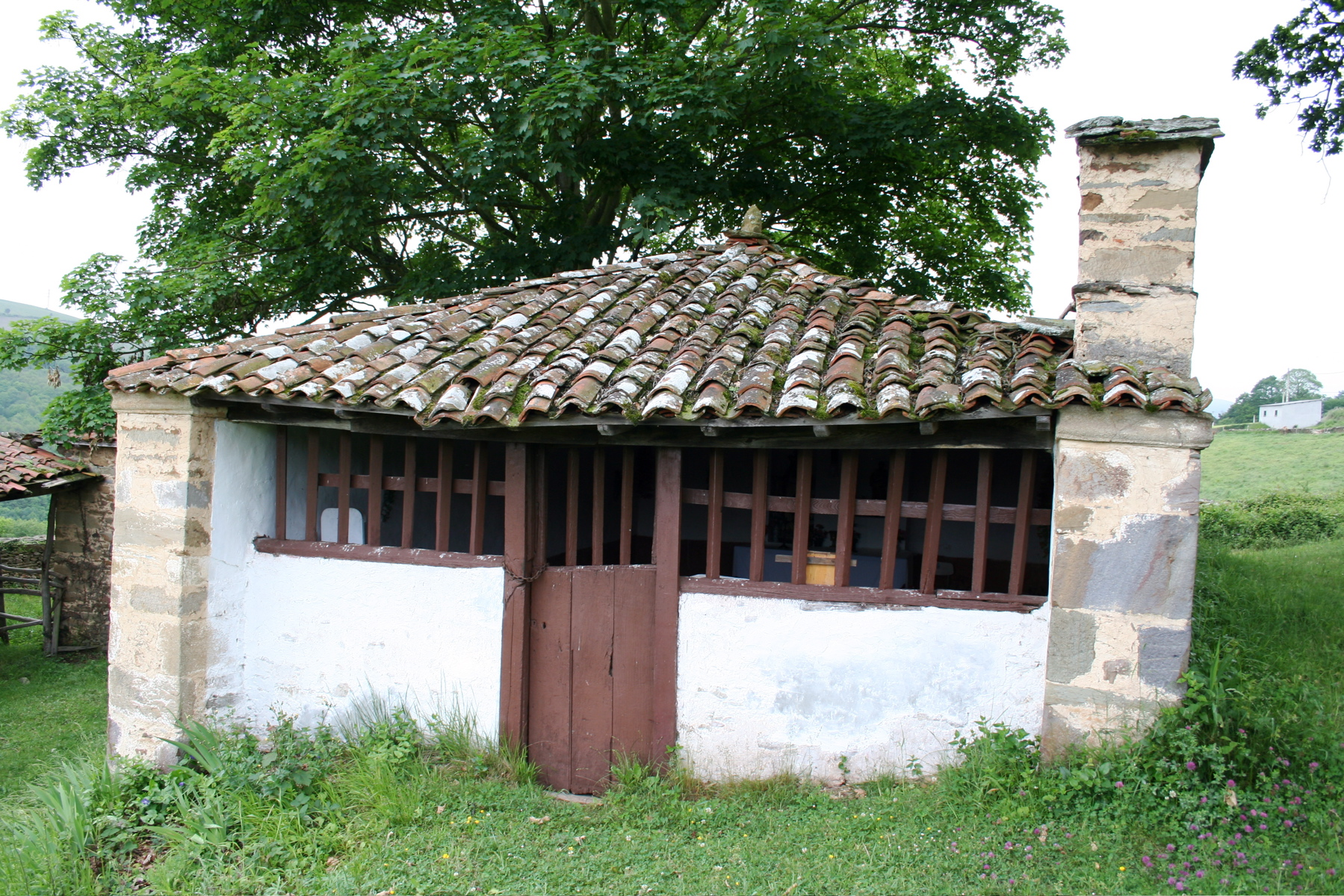
Iglesia situada a la vera del carbayón